# Formation des argiles de Fezouata
La formation des argiles de Fezouata (translittération franco-arabe) ou Fezwata (translittération arabe standard) est une formation géologique à dominante argileuse datant de l'Ordovicien inférieur (Trémadocien terminal) qui affleure dans l'Anti-Atlas, dans la région de Drâa-Tafilalet dans la province de Zagora, dans le sud-est du Maroc. La durée du dépôt de ces argiles est estimée à près de 2 Ma (millions d'années).
Ces argiles sont un Lagerstätt renfermant une grande diversité de fossiles, dont l'importance scientifique a été  mise en évidence par les découvertes d'un chasseur de fossiles marocain, Mohamed Ben Moula, à partir de 1999. Les  études de cette paléofaune ont été initiées par le géologue belge Peter Van Roy,.

## Biote des argiles de Fezwata

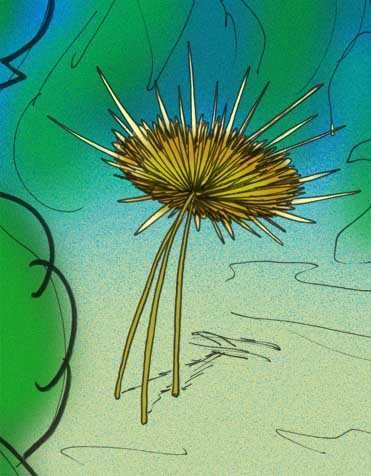
Vue d'artiste de Choia carteri,
un spongiaire démosponge.

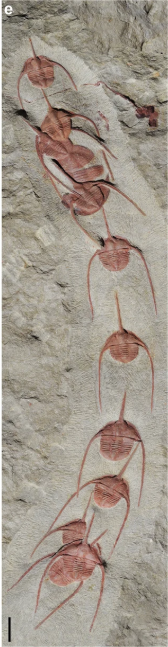
Fossiles d'Ampyx priscus
du biotope de Fezwata (Trémadocien du Maroc
alignés en « file indienne » lors d'une migration ou d'un regroupement.

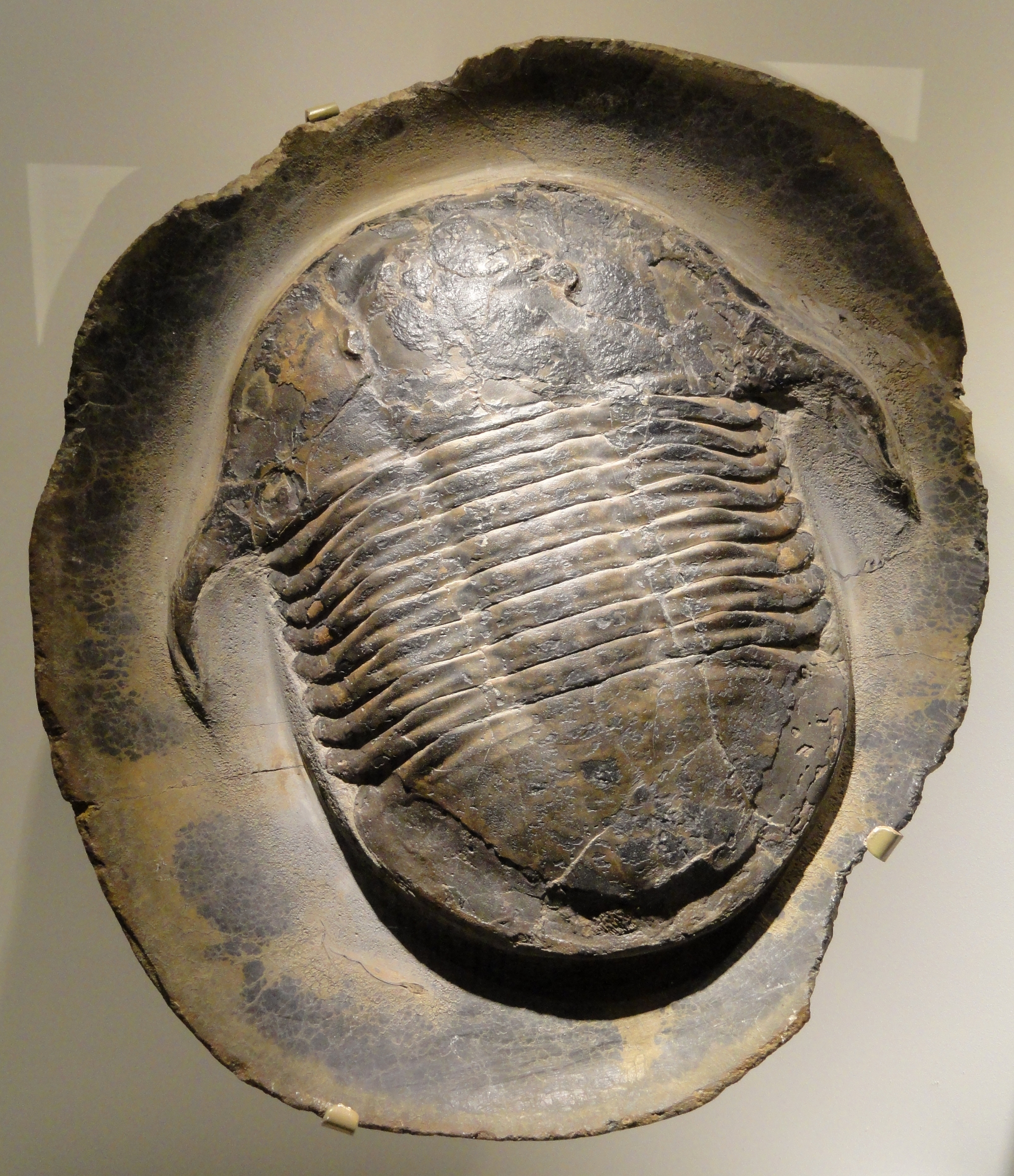
Fossile du trilobite Asaphellus stubbsi.

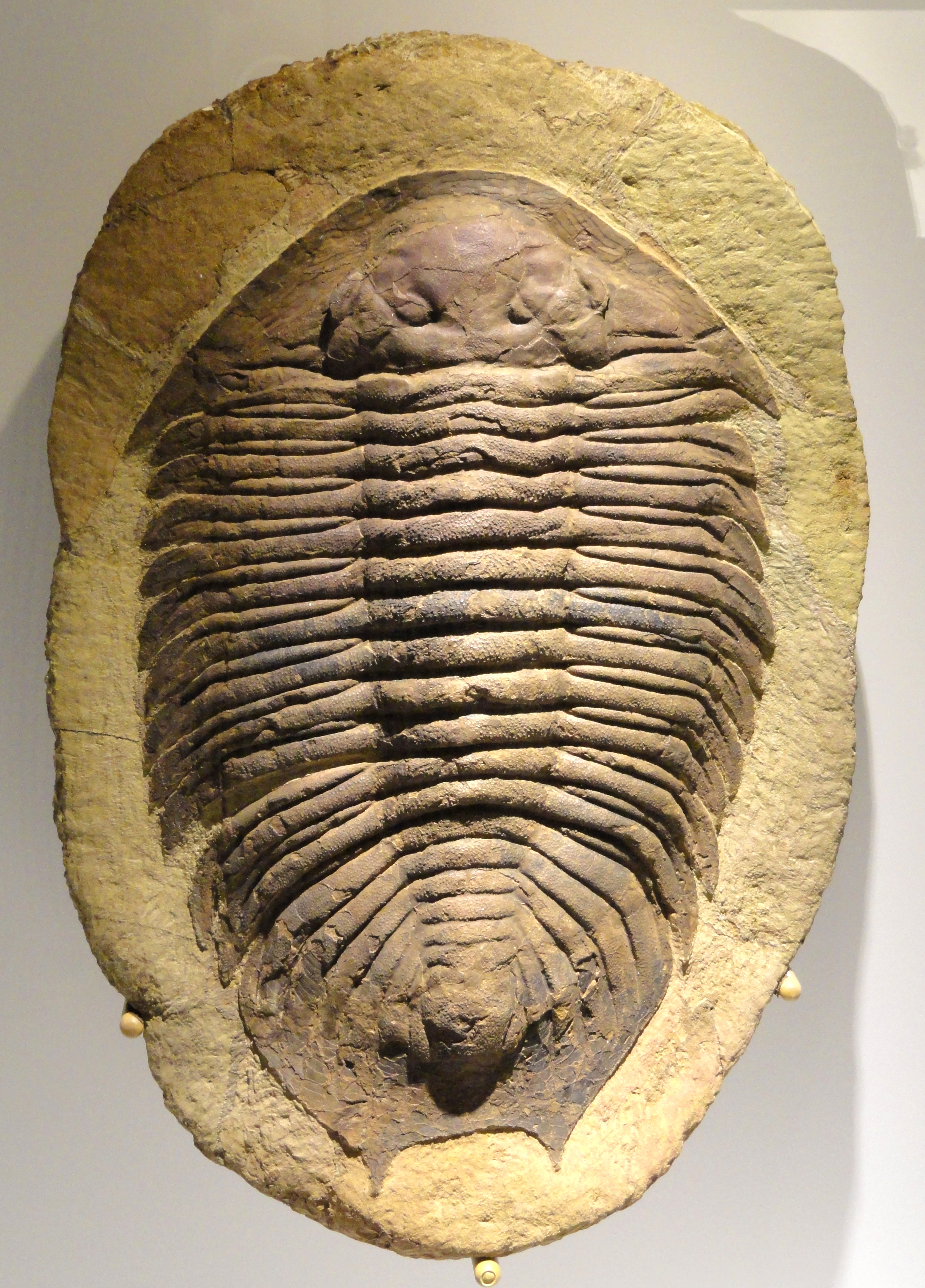
Lichakephalus stubbsi,
un trilobite de la partie inférieure des argiles de Fezwata.

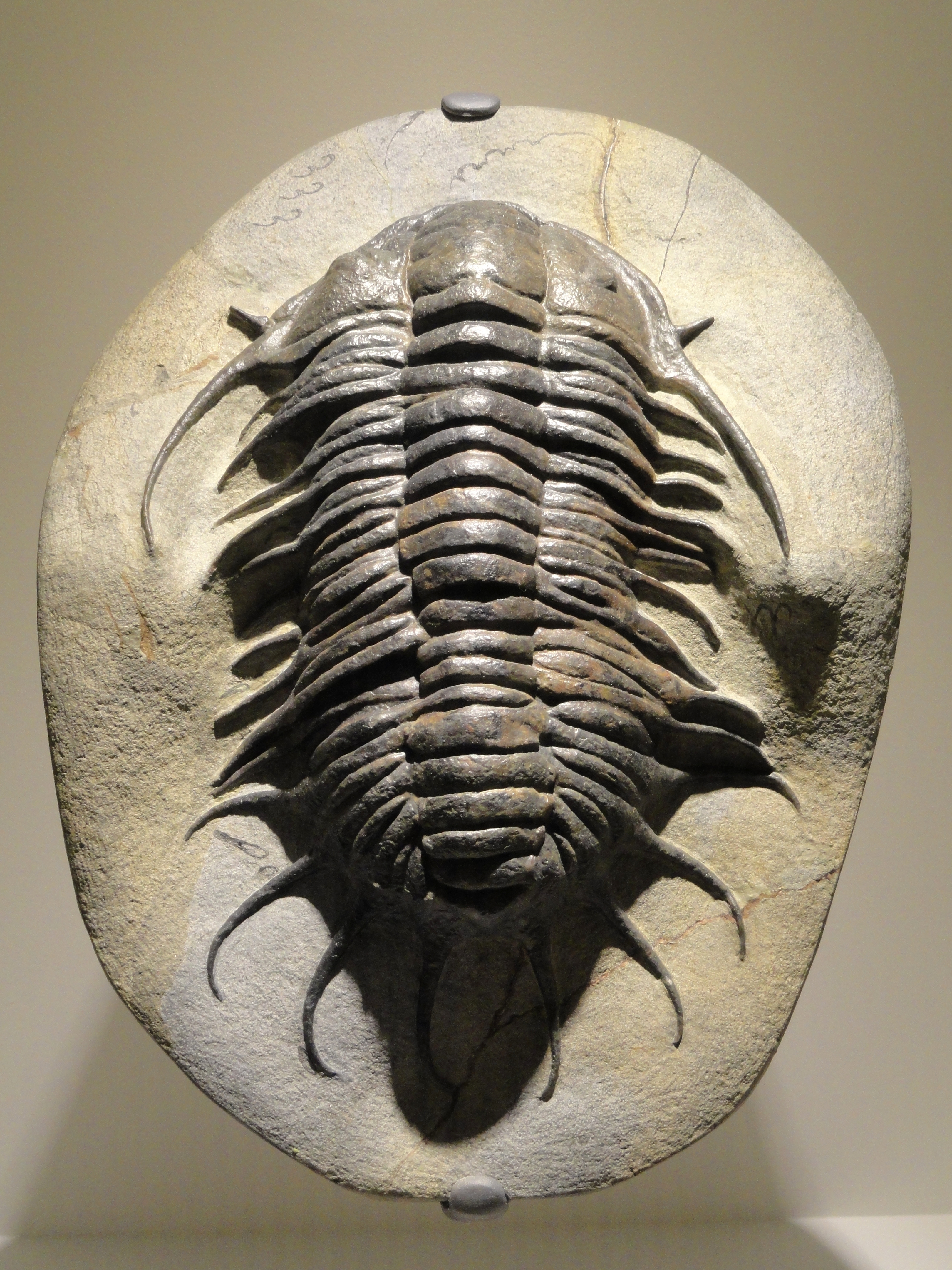
Fossile du trilobite Parapilekia cf. olesnaensis.

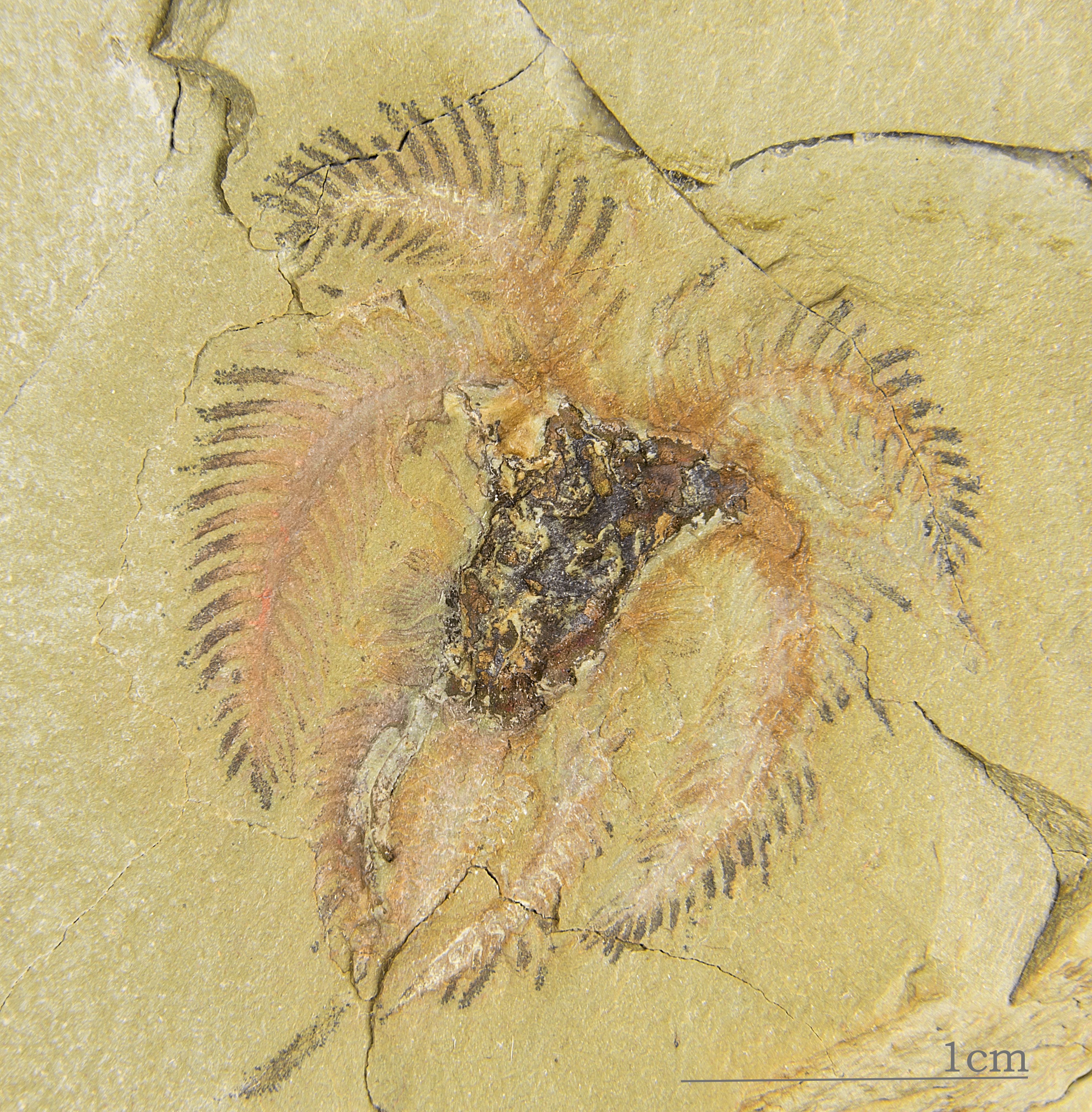
Fossile d'un tout petit marrellomorphe :
Furca mauritanica parfaitement conservé.
Muséum de Toulouse.

Le biote enregistré dans ces sédiments témoigne de la diversité déjà importante des animaux à carapace ou à corps mous qui vivaient dans cet environnement marin ouvert durant une période située 50 à 60 Ma (millions d'années) après la grande explosion du Cambrien inférieur, dont la faune a été révélée en 1909 dans les célèbres schistes de Burgess au Canada, et juste avant l'explosion ordovicienne, plus connue sous le nom de Grande biodiversification ordovicienne.
Les fossiles d'animaux à carapace découverts dans les argiles de Fezwata sont semblables à ceux d'âge cambrien des schistes canadiens de Burgess, montrant aux paléontologues que certaines de ces lignées ont perduré encore 40 Ma après le Cambrien moyen (il y a environ 520 Ma). La paléofaune de Fezwata révèle également des taxons « groupe couronne » dont la présence n'était pas connue à l'Ordovicien inférieur.
En revanche, les fossiles d'animaux à corps mou s'avèrent différents de ceux de la faune de Burgess.

### Paléofaune
En 2015, la faune des argiles de Fezwata comprend 160 genres décrits et de très nombreux autres en cours d'étude. La moitié sont des animaux à carapace, une proportion classique pour un environnement marin ouvert à l'Ordovicien inférieur. La diversité des trilobites et la taille atteinte par certains d'entre eux sont remarquables. Les panarthropodes sont dominants (60 genres).
La plupart des organismes sont benthiques, donc facilement ensevelis par les sédiments lors de tempêtes, contrairement aux animaux nectoniques.
La paléofaune comprend :
- des algues ;
- des spongiaires dont Pirania, Hamptonia, Choia, des leptomitidés, wapkiidés et autres démosponges et hexactinellidés ;
- des cnidaires dont des formes proches de Plumalina, plusieurs conulariidés, Spenothallus ;
- des brachiopodes dont Ranorthis fasciata, des lingulidés et d'autres taxons ;
- des bryozoaires ;
- des mollusques :
  - wiwaxiidés,
  - halkieridés,
  - helcionelloïdes,
  - hyolithides,
    - Babinka, Coxiconcha, Redonia, Ribeiria, Carcassonnella, Deshoylites, Lesueurilla, Thoralispira, Bactroceras, Bathmoceras australe et B. taichoutense, Destombesiceras zagorense, Polymeres, Protocyptendoceras longicameratum, Rioceras ;
- des annélides dont le machaeridien Plumulites bengtsoni, et d'autres polychètes et scolécodontes ;
- des priapuliens dont des paléoscolécides ;
- des lobopodiens : cinq nouveaux taxons non décrits dont certains avec une carapace ;
- des anomalocarididés dont le grand Aegirocassis benmoulai et quatre nouveaux taxons non décrits ;
- des trilobites avec de nombreux genres et espèces :
  - Ampyx[5],[6],[7],
  - Asaphellus stubbsi, A. cuervoae, A. cuervoae, A. fezouataensis,
  - Asaphopsis,
  - Basilicus,
  - Kierarges morissoni,
  - Platipeltoides,
  - Symphysurus[8],
  - Apatokephalus,
  - Dikelokephalina brenchleyi,
  - Orometopus,
  - Cnemidopyge,
  - Lichakephalus stubbsi,
  - Parvilichas marochii,
  - Selenopeltis,
  - Foulonia,
  - Harpides,
  - Lehua adserai, L. corbachoi, L. tahirii, L. velai,
  - Parapilekia,
  - Toletanapsis,
  - Bathycheilus,
  - Bavarilla,
  - Colpocoryphe,
  - Pharostomina,
  - Prionocheilus,
  - Agerina,
  - Euloma,
  - Geragnostus ;
- d'autres arthropodes :
  - un marrellomorphe mimétasteridé : Furca mauretanica,
  - un marrellomorphe acercostracien,
  - leanchoiliidés,
  - un possible rétifaciidé,
  - Thelxiope,
  - Mollisonia,
  - naroiidés,
  - liwiidés,
  - aglaspididés,
  - Tremaglaspis,
  - xiphosuridés,
  - chasmatspididés,
  - euryptérides,
  - chéloniellidés,
  - Pseudoangustidontus duplospineus,
  - phyllocarides,
  - ostracodes,
  - anatifes ;
- des échinodermes :
  - un somasteroidea,
  - Balantiocystis,
  - Rhopalocystis,
  - Macrocystella,
  - Aristocystites,
  - Palaeosphaeronites,
  - Plasiacystis,
  - Ramseyocrinus,
  - Argodiscus espilezorum,
  - Anedriophus moroccoensis,
  - rhénopyrgidés,
  - Anatifopsis,
  - Chauvelicystis,
  - Phyllocystis,
  - Thoralicystis,
  - cothurnocystidés,
  - hanusiidés,
  - Peltocystis cornuta[9] ;
- des graptolites :
  - Clonograptus rigidus,
  - Didymograptus,
  - Hunnegraptus copiosus,
  - « Kiaerograptus supremus »,
  - Koremagraptus,
  - Paradelograptus norvegicus et P. tenuis,
  - Paratemnograptus magnificus,
  - « Tetragraptus » bulmani,
  - Araneograptus murrayi,
  - Dictyonema ;
- des chordés, représentés par des plaques dermiques, ainsi que plusieurs types de conodontes ;
- des métazoaires problématiques ;
- des chitinozoaires ;
- des acritarches.

La qualité de la fossilisation a permis de préciser la morphologie de nombreux organismes à corps mou ou de la partie molle des corps d'animaux à carapace. C'est le cas en particulier de  :
- Plumulites bengtsoni dont la préservation du corps mou segmenté sous l'armure a révélé la présence de paires de parapodes portant des faisceaux de soies qui indiquent que cet animal est clairement un annélide polychète[10] ;
- Furca mauretanica a montré des appendices présentant de grandes similitudes avec ceux des espèces Marella splendens du Cambrien moyen, et Mimetaster hexagonalis du Dévonien inférieur, confirmant son appartenance aux marrellomorphes et aux mimétasteridés[3] ;
- l'anomalocarididé Aegirocassis benmoulai, qui atteint ici 2 mètres de long, a montré pour la première fois, en plus de sa rangée de languettes ventrales, une deuxième rangée, en position dorsale, portant des lames de soies ayant pu fonctionner comme des branchies[1].

## Paléoécologie
Le biotope était un environnement marin ouvert avec des profondeurs d'eau de l'ordre de 50 à 150 mètres.